# Ophiodromus berrisfordi
Ophiodromus berrisfordi är en ringmaskart som beskrevs av Francis Day 1967. Ophiodromus berrisfordi ingår i släktet Ophiodromus och familjen Hesionidae. Inga underarter finns listade i Catalogue of Life.